# バキ・ラースロー
バキ・ラースロー（Baky László、1898年9月13日 - 1946年3月26日）は、ハンガリーの政治家。ストーヤイ・デメ政権で内務副大臣を務め、ハンガリーにおけるナチズムの指導的人物であった。
オーストリア＝ハンガリー帝国時代のブダペストで誕生。第一次世界大戦中の1919年にハンガリー軍に従軍。1944年にナチス・ドイツがハンガリーを占領すると、内務大臣ヤロシュ・アンドル（hu）、同僚のエンドレ・ラースロー（hu）ともに大勢のハンガリー系ユダヤ人たちを強制収容所へ送った。1945年にソビエト軍がハンガリーへ侵攻すると、国外へ逃亡するがオーストリアでアメリカ軍に逮捕され、ハンガリーへ強制送還された。1946年に開かれた法廷で国家反逆罪に問われ、死刑を宣告された。ヤロシュ、エンドレとともに3月29日、絞首刑が執行された。